# اوپل کادت
اوپل کادت  خودرویی است در کلاس خودرو کامپکت که در فاصله سال های ۱۹۳۶ تا ۱۹۹۳ و در شش نسل تولید شده است.
اولین نسل آن (Opel Kadett) از انتهای سال ۱۹۳۶ تا ۱۹۴۰ ساخته شده است و پس از یک وقفه طولانی از ابتدای تابستان ۱۹۶۲ نسل جدید خودرو با نام Kadett A مجددا به بازار عرضه شد.

## نسلها
1936-1940 اوپل کادت

1962-1965 اوپل کادت A

1965-1973 اوپل کادت B

1973-1979 اوپل کادت C

1979-1984 اوپل کادت D

1984-1993 اوپل کادت E
از سال ۱۹۹۱ و معرفی نسل جدید یا نام اوپل آسترا F, این خودرو یا نام اوپل آسترا که برگرفته از نام زیرمجموعه انگلیسی اوپل (واکسول) می باشد, یه بازار عرضه می گردد.

## نگارخانه

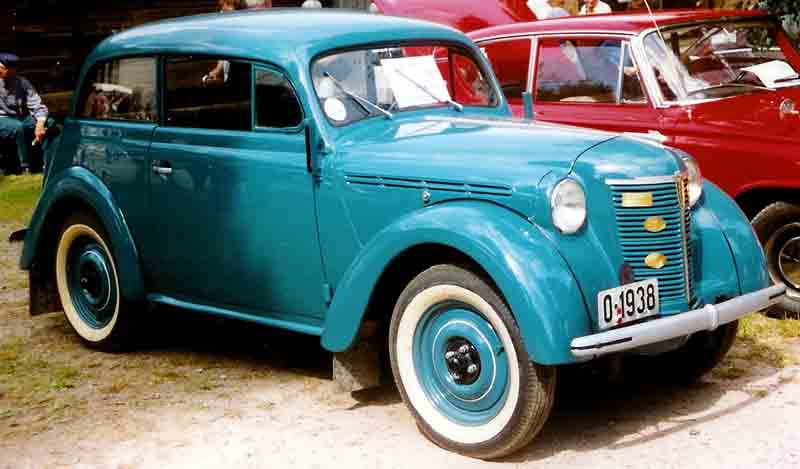
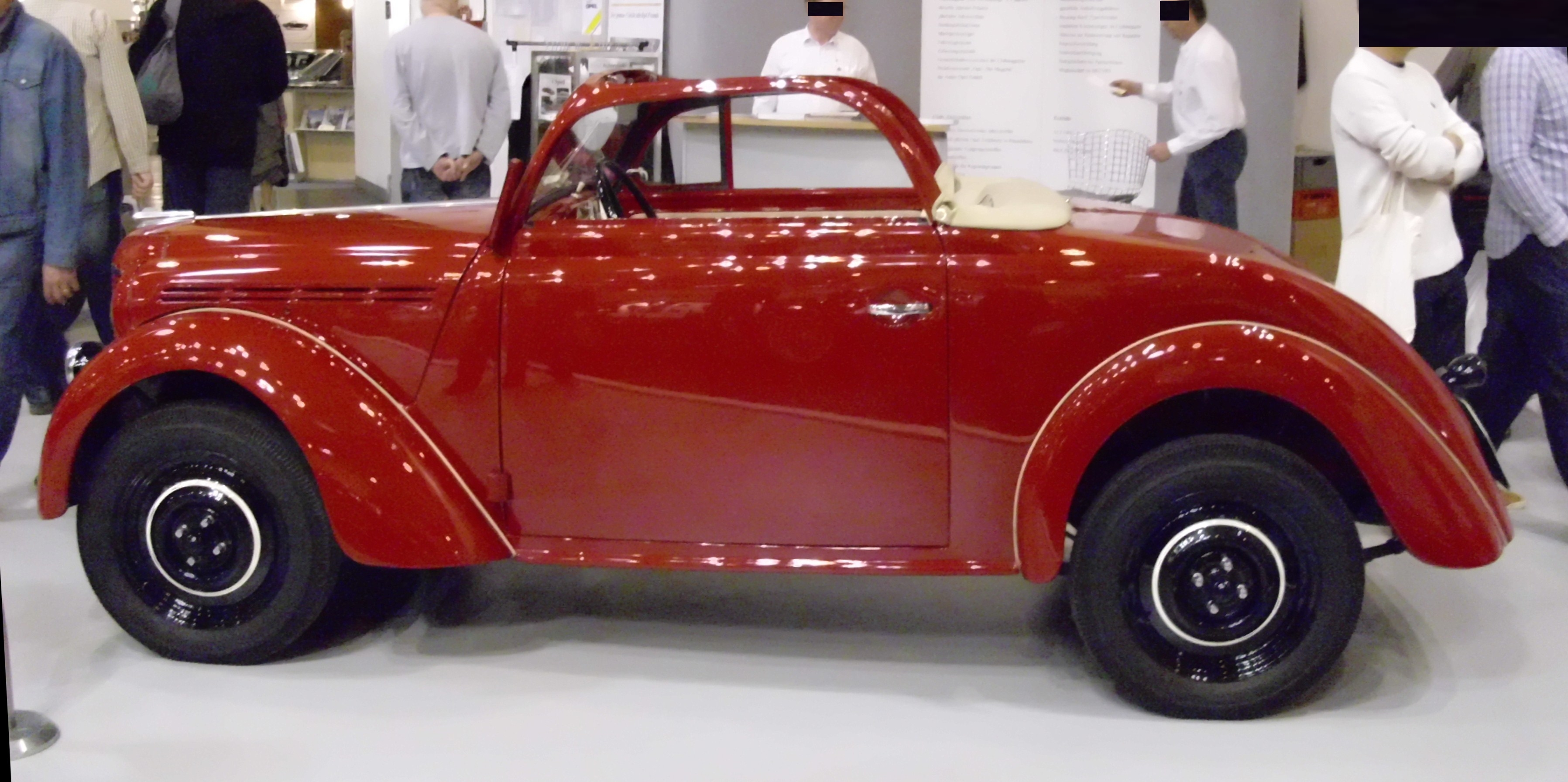
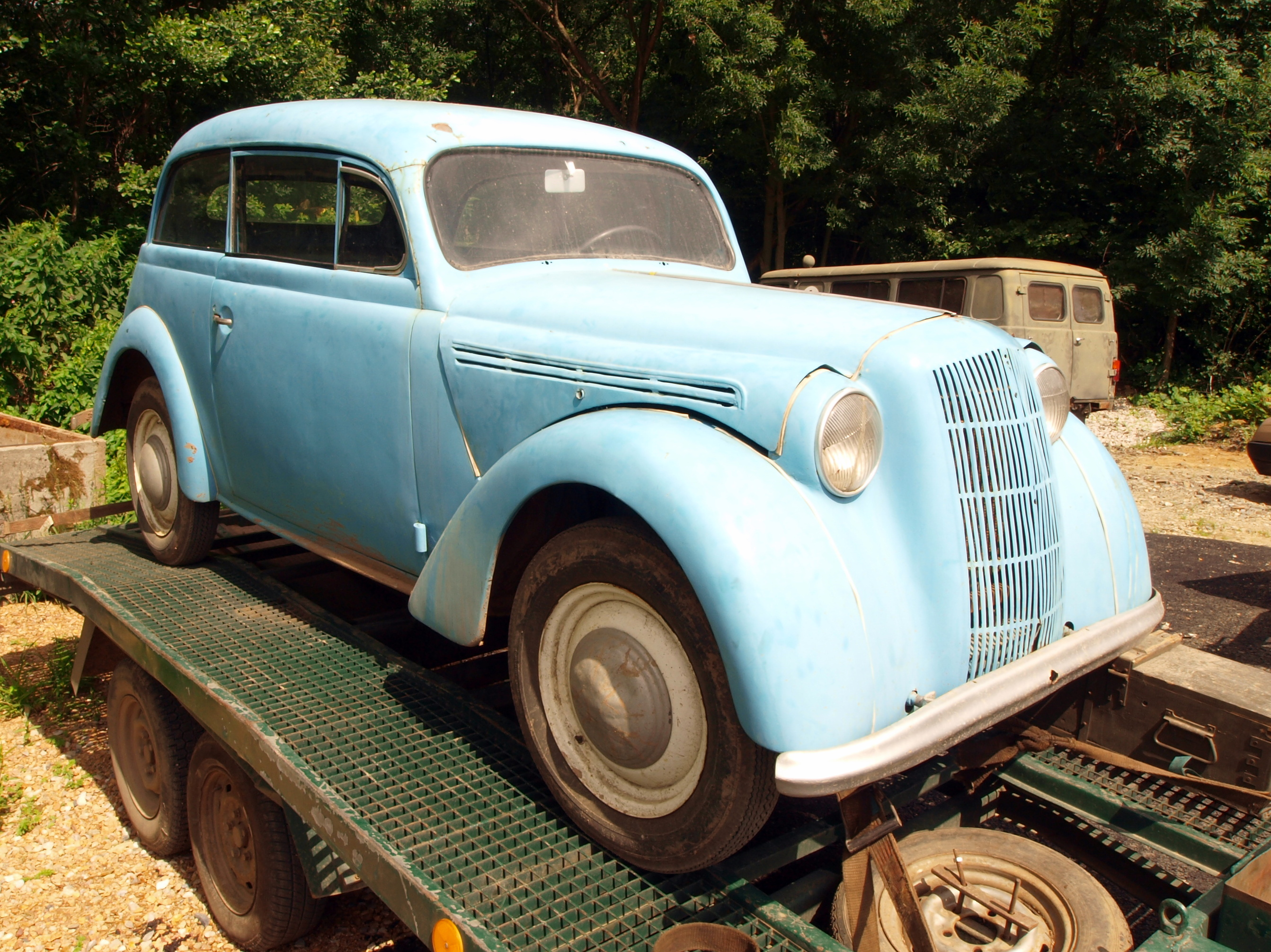
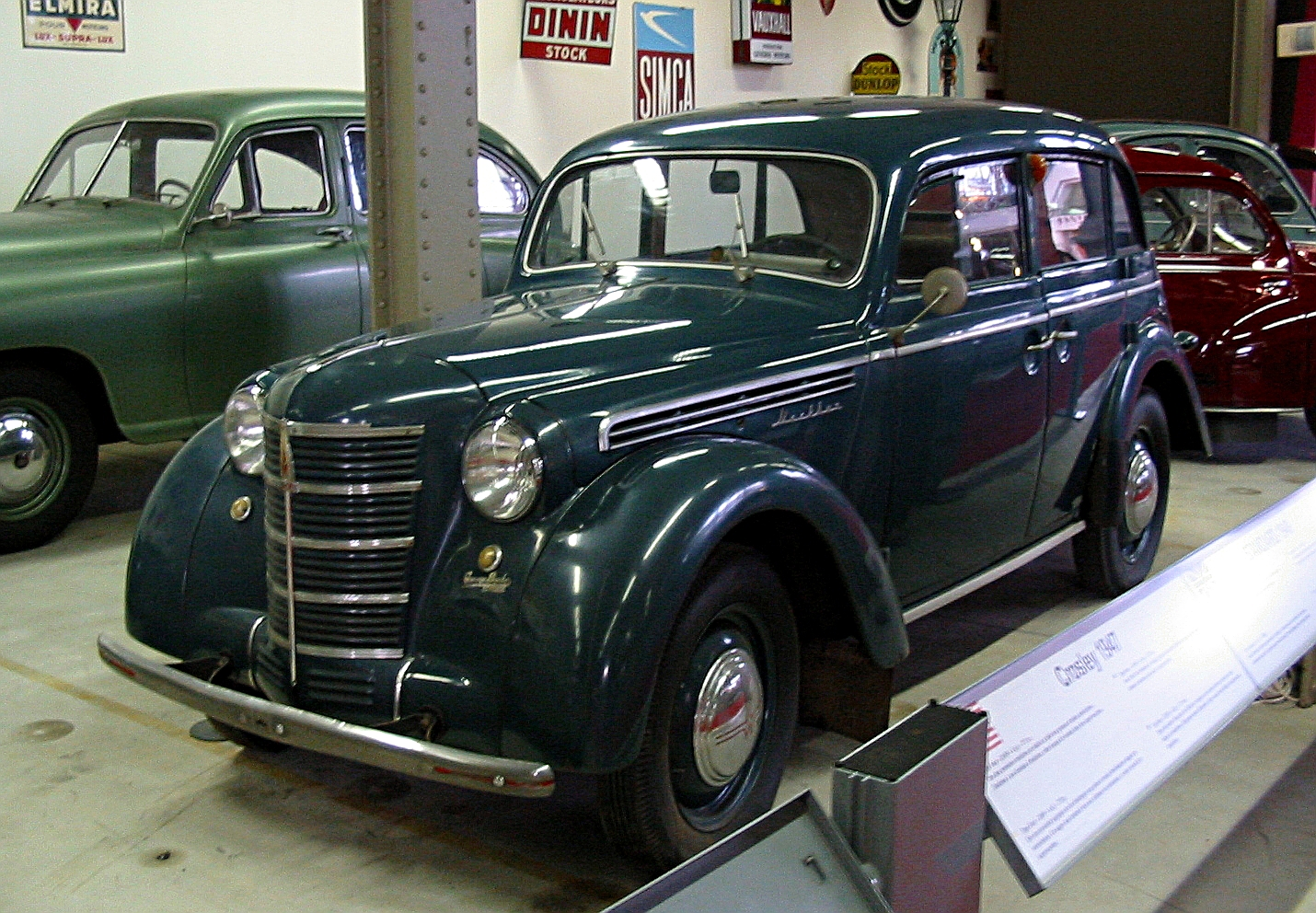